# Cirsodes arceno
Cirsodes arceno là một loài bướm đêm trong họ Geometridae.